# Artiglio Nero
Artiglio Nero (Black Talon) è un personaggio dei fumetti pubblicato dalla Marvel Comics, di cui diversi personaggi hanno indossato i panni.
- Il primo, il cui vero nome è Pascal Horta, creato da Joe Simon (testi) e Jack Kirby (disegni)
- Il secondo è Desmond Drew, creato da Len Wein (testi) e Gene Colan (disegni)
- Il terzo è Samuel David Barone, creato da Gerry Conway e Steve Englehart (testi) e John Buscema (disegni).

## Biografia del personaggio

### Desmond Drew
Artiglio Nero è un prete voodoo che può creare e controllare gli zombies. Il primo Artiglio Nero, Desmond Drew, indossava un costume che lo faceva assomigliare a un pollo, con una croce rovesciata disegnata sul petto. Era un milionario e uno stregone voodoo, ma divenne nemico di Fratello Voodoo e fu ucciso dagli stessi adoratori del suo culto, quando fu rivelato che il suo atteggiarsi a “Loa vivente” era solo una farsa.

### Samuel Barone
È il successore di Drew, indossò lo stesso costume e si alleò al Sinistro Mietitore, operando nell'area di New Orleans. Questo secondo Artiglio Nero e un criminale professionista e il leader di un culto, come l'originale. Resuscitò Wonder Man sotto forma di zombie e lo mandò a combattere contro i Vendicatori, per ordine del Sinistro Mietitore. Anche lui combatté contro i Vendicatori ma fu sconfitto da Scarlet. Successivamente si unì alla seconda versione della Legione Letale, e assieme al Sinistro Mietitore e a Nekra combatté Scarlet e la Visione. Sempre sotto gli ordini del Mietitore tentò di costruire una versione zombie di Wonder Man, ma alla fine abbandonò la Legione durante una battaglia contro i Vendicatori della Costa Ovest. Nekra apprese i riti utilizzati da Artiglio Nero, e li utilizzò per resuscitare il Sinistro Mietitore.
Durante una battaglia contro She-Hulk, Artiglio Nero utilizzò quattro mutanti morti per formare i suoi X-Humed, ma non fu in grado di controllarli tutti insieme, così Changeling riuscì a liberarsi dal suo controllo e permettere a She-Hulk di sconfiggere Artiglio Nero.
Artiglio Nero ha combattuto anche contro Deadpool, che lo ha deriso per il suo costume che lo fa assomigliare a un pollo.

## Poteri e abilità
Artiglio Nero è uno stregone voodoo che utilizza la magia nera. Ha la capacità di creare e manipolare gli zombi, sia attraverso la voce sia con la telepatia, purché siano nelle immediate vicinanze. Indossa un costume con dei guanti da cui fuoriesce una specie di artiglio affilatissimo. Artiglio Nero utilizza anche dei coltelli cerimoniali.